# جوع (فلم 2008)
الجوع هو فيلم درامي تاريخي لعام 2008 من إخراج ستيف ماكوين وبطولة مايكل فاسبندر وليام كننغهام وليام مكماهون، حول الإضراب عن الطعام في أيرلندا عام 1981 . كتبه إندا والش وماكوين.
تم عرضه لأول مرة في مهرجان كان السينمائي لعام 2008 ،  وفاز بجائزة Caméra d'Or المرموقة لصانعي الأفلام لأول مرة. واستمر في الفوز بجائزة سيدني السينمائية في مهرجان سيدني السينمائي، والجائزة الكبرى للنقابة البلجيكية لنقاد السينما، وأفضل صورة من حفل توزيع جوائز المساء القياسي البريطاني للأفلام، وحصل على ترشيحين من BAFTA ، وفاز بأحدهما. تم ترشيح الفيلم أيضًا لثماني جوائز في IFTAs لعام 2009 ، وفاز بستة في هذا الحدث.
يقوم ببطولة الفيلم فاسبندر في دور بوبي ساندز، عضو الجيش الجمهوري الأيرلندي المؤقت (IRA) الذي قاد الإضراب الثاني عن الطعام للجيش الجمهوري الإيرلندي وشارك في احتجاج لا يغسل (بقيادة بريندان "The Dark" Hughes) حيث حاول السجناء الجمهوريون الأيرلنديون استعادة الحياة السياسية. وضعها بعد أن ألغتها الحكومة البريطانية في عام 1976. ويحدد الأحداث في سجن المتاهة في الفترة التي سبقت الإضراب عن الطعام وما تلاه

## الطاقم
- مايكل فاسبندر

## القصة
ضابط السجن ريموند لوهان يستعد للذهاب إلى العمل؛ ينظف مفاصل أصابعه الجريحة ويفحص سيارته بحثًا عن متفجرات ويرتدي زيه العسكري ويتجاهل رفاقه.
وصول ديفي جيلن، سجين جديد من الجيش الجمهوري الإيرلندي؛ ويصنف على أنه «سجين غير مطابق للمواصفات» لرفضه ارتداء زي السجن. يتم إرساله إلى زنزانته عارياً وببطانية فقط. قام زميله في الزنزانة، جيري كامبل، بتلطيخ الجدران بالبراز من الأرض إلى السقف كجزء من احتجاج عدم الغسيل. صديقة جيري تتسلل إلى الراديو عن طريق لفه وتخزينه في مهبلها.
يقوم ضباط السجن بإخراج السجناء بالقوة والعنف من زنازينهم وضربهم قبل أن يعلقوهم لقص شعرهم الطويل ولحى هم، التي نشأت كجزء من احتجاج عدم غسلهم. يقاوم السجناء، مع البصق السجين بوبي ساندز في وجه لوهان. يستجيب بلكم ساندز في وجهه ثم يتأرجح مرة أخرى، فقط ليخطئ ويضرب الجدار، مما تسبب في نزيف مفاصل أصابعه. يقص شعر ولحية الرمال. قام الرجال بإلقاء الرمال في حوض الاستحمام وتنظيفه قبل أن يسحبوه بعيدًا مرة أخرى.
في وقت لاحق، يتم إخراج السجناء من زنازينهم وإعطائهم ملابس مدنية مستعملة. يضحك الحراس وهم يسلمون الملابس إلى السجناء الذين يستجيبون، بعد إجراء ساندز الأولي، بتمزيق الملابس وتدمير زنازينهم. عدد كبير من عناصر شرطة مكافحة الشغب يدخلون السجن على متن شاحنة. يتم إخراج السجناء من زنازينهم وإجبارهم على الركض بين صفوف شرطة مكافحة الشغب، حيث يتعرضون للضرب بالهراوات من قبل 10 رجال على الأقل في وقت واحد. ثم قام لوهان والعديد من زملائه بفحص المستقيم أولاً ثم أفواههم، مستخدمين نفس القفازات المطاطية لكل رجل.
يزور لوهان والدته الجامدة في دار للمسنين. تم إطلاق النار عليه في مؤخرة رأسه من قبل قاتل الجيش الجمهوري الأيرلندي ومات مستلقيًا على حجر والدته.
ساندز يلتقي الأب دومينيك موران ويناقش أخلاقيات الإضراب عن الطعام. يخبر ساندز القس عن رحلة إلى دونيجال حيث وجد هو وأصدقاؤه مهرًا من قبل مجرى مائي قطع نفسه على الصخور وكسر ساقيه الخلفيتين. قام ساندز بإغراق المهر وأخبر الكاهن أنه على الرغم من تعرضه لمشاكل، إلا أنه كان يعلم أنه فعل الشيء الصحيح بإنهاء معاناته. ثم يقول إنه يعرف ما يفعله وماذا سيفعله به لكنه يرفض أن يقف مكتوف الأيدي ولا يفعل شيئًا.
بعد مرور بعض الوقت، دخل ساندز في إضراب عن الطعام؛ يعاني من تقرحات في البكاء وفشل كلوي وانخفاض ضغط الدم وتقرحات في المعدة. بينما يرقد ساندز في الحمام، يأتي ترتيب أكبر لإعطاء استراحة منتظمة له. الترتيب الأكبر يجلس بجوار الحوض ويظهر لساندس مفاصل أصابعه، وهي موشومة بأحرف «UDA». يحاول ساندز الوقوف بمفرده ويفعل ذلك في النهاية بكل قوته، ويحدق بتحد في UDA بشكل منظم. ثم ينهار في كومة على الأرض مع عدم وجود قوة للوقوف. المنظم يحمله إلى غرفته. يبقى والدا ساندز في الأيام الأخيرة، وكانت والدته إلى جانبه عندما يموت ساندز، بعد 66 يومًا من بدء الإضراب.
تشير سلسلة من الألقاب الختامية إلى أن ساندز انتخب في برلمان المملكة المتحدة كنائب عن فيرماناغ وجنوب تايرون أثناء إضرابه. مات معه تسعة رجال آخرين خلال الإضراب الذي دام سبعة أشهر قبل أن يتم إلغاؤه. قُتل 16 من ضباط السجون على أيدي القوات شبه العسكرية خلال الاحتجاجات التي صورها الفيلم. بعد ذلك بوقت قصير، أذنت الحكومة البريطانية بشكل أو بآخر لجميع مطالب السجناء الخمسة تقريبًا على الرغم من عدم منحهم وضعًا سياسيًا رسميًا.

## الإنتاج
بعد رفض تمويل الجوع من قبل مجلس الأفلام الأيرلندية، تم تمويل الفيلم بدلاً من ذلك من قبل إيرلندا الشمالية سكرين ولجنة البث الأيرلندية والقناة 4 وFilm4 للإنتاج وصندوق ويلز للملكية الفكرية الإبداعية.
استعدادًا لدوره، اتبع مايكل فاسبندر نظامًا غذائيًا خاصًا أقل من 900 سعر حراري يوميًا لمدة عشرة أسابيع. بعد لقائه بأخصائي تغذية، استقر على نظام غذائي من التوت والمكسرات والسردين، وخضع لفحوصات طبية دورية. في مقابلة مع The Telegraph ، قال فاسبندر إنه يتخطى ويمارس اليوجا ويمشي أربعة أميال ونصف في اليوم، لكنه أضاف أيضًا أنه كان يواجه صعوبة في النوم، وتوقف عن رؤية الأصدقاء. كما قال إن التجربة جعلته يشعر «بالامتنان» و «القوة».
يُعرف الفيلم أيضًا بلقطة متواصلة مدتها 17 دقيقة، حيث يحاول كاهن يلعبه ليام كانينغهام أن يخرج بوبي ساندز من احتجاجه. في ذلك، تظل الكاميرا في نفس الموضع طوال مدة اللقطة بأكملها. للتحضير للمشهد، انتقل كننغهام إلى شقة مايكل فاسبندر لبعض الوقت بينما كانوا يتدربون على المشهد ما بين اثنتي عشرة وخمس عشرة مرة في اليوم. وفقًا لفاسبندر، قاموا بخمسة لقطات فقط.

## الإطلاق
عرض الجوع لأول مرة في مهرجان كان السينمائي في 15 مايو 2008، حيث افتتح قسم الشريط الجانبي الرسمي، Un Certain Regard ، مما أثار كل من الإضرابات والتصفيق الحار،  قبل عرضه في مهرجان سيدني السينمائي في 7 يونيو،  مهرجان تورونتو السينمائي الدولي في 6 سبتمبر،  مهرجان نيويورك السينمائي في 27 سبتمبر،  ومهرجان شيكاغو السينمائي الدولي في 19 أكتوبر 2008.
صدر الفيلم في المملكة المتحدة وأيرلندا في 31 أكتوبر 2008.

### النقد
في مجمّع المراجعة Rotten Tomatoes ، حصل الفيلم على نسبة موافقة تبلغ 90٪ بناءً على 127 مراجعة، بمتوسط درجات 7.8 / 10. ينص الإجماع النقدي للموقع على أنه «لا هوادة فيه، ولا هوادة فيه، وحيوي وحيوي، فإن الظهور الأول الصعب لستيف ماكوين ليس لأصحاب القلوب الضعيفة، لكنه لا يزال يمثل إعادة سرد للأوقات العصيبة.»  على ميتاكريتيك، حصل الفيلم على متوسط مرجح قدره 82 من أصل 100، بناءً على 25 نقادًا، مما يشير إلى «الإشادة العالمية».
تحدث روجر إيبرت من Chicago Sun-Times بشكل إيجابي عن المقالة قائلاً: «لا يتعلق الجوع بحقوق وأخطاء البريطانيين في أيرلندا الشمالية، بل يتعلق بظروف السجن اللاإنسانية، والتصميم الصلب لأعضاء الجيش الجمهوري الإيرلندي مثل بوبي ساندز، وصخرة ومكان صعب». اعتبر بيتر ترافرز من رولينج ستون الفيلم تقديراً عالياً وقال: «إنه أمر صادم بشكل مباشر وفلسفي، الجوع هو تكريم مؤثر لا يمحى لما يجعلنا بشراً». وأشاد «. . . طريقة ماكوين في إظهار الجسد نفسه على أنه ترسانة أسلحة، يمكن القول إنها آخر سلاح يجب أن يقاومه أي منا». سجل بيتر برادشو من صحيفة The Guardian القطعة بحد أقصى خمس نجوم، حيث كتب: «هناك تجنب للعاطفة ونبذ للإيماءات الليبرالية التقليدية المتساهلة للحوار، والإجماع الدرامي، والقرار السردي. هذا عمل قوي واستفزازي، والذي يترك حروقًا بدرجة الصفر على شبكية العين.» أثناء الإشادة بعمل ماكوين، «يوضح الجوع أن ماكوين هو صانع أفلام حقيقي وأن خلفيته الفنية تعني تركيزًا شرسًا على الصورة، انتباه لا يتزعزع لما تبدو عليه الأشياء لحظة بلحظة.» 
قالت Lauren Wissot من Slant Magazine عن الفيلم، «الجوع، بكل عناصره المرئية والصوتية والتحريرية التي تتدفق معًا في وئام مثل وجبة من خمس نجوم وستة أطباق، تجسد عبارة [فيلم فني].» وهذا، «فيلم ماكوين هو تحفة فنية دقيقة لا تتباهى أبدًا بفنها، ولكنها تستخدم بتواضع لخدمة القصة المهمة للغاية.»  نايجل أندروز من الفاينانشيال تايمز بشر بالفيلم ومخرجه ستيف ماكوين، «ماكوين يفهم المبدأ الأول للسينما. على جانبي القسم الأوسط، حيث يقف الجوع نفسه شاهداً ساخرًا على استحالة التفسير المطلق، يتمتع الجوع بقوة السينما الصامتة وسلامتها الهيراطيقية». سجل ماثيو دي أبيتوا من فيلم 4 الفيلم خمسة من أصل خمسة نجوم، «مزيج مكثف ومثير للقلق وقوي من الرؤية والتفاصيل: استجمام لوقت عصيب مصحوب بحساسية فنية حية ومميزة. صناعة أفلام قوية حقًا.» 
أشادت مجلة Ian Freer of Empire بكل من McQueen و Fassbender ، معلنة، «انطلاقاً من دور Fassbender ، فإن الجوع يتعلق بالشخصية بقدر ما يتعلق بالسياسة. ومع ذلك، فإن الإنجاز الحقيقي هو ماكوين، الذي قدم فيلمًا مبهرًا ويتحدى بنفس القدر.»  ديف كالهون من Time Out ، أعطى الفيلم خمسة نجوم كحد أقصى، قائلاً «تخيل كيف يروي معظم صانعي الأفلام هذه القصة ثم يرون» الجوع «: الاختلافات جريئة وقوية وتعيد الثقة في قدرة السينما على تغطية التاريخ بدون قيود. من النصوص والشخصيات. إنها ليست ساعة سهلة - لكنها ساعة نشطة. تحيا ماكوين.»  سلط نويل موراي، الذي كتب في The AV Club ، الضوء على «قد يتم انتقاد الجوع لكونه متطفلًا بشكل متعمد، أو لتقليص الوضع السياسي المعقد إلى رؤية مجازية واسعة للاستشهاد، لكنها ليست أقل من مذهلة بصريًا».
ووصف الناقد جيه هوبرمان من The Village Voice الفيلم بأنه «عمل متوازن بشكل رائع» و «دراما مقنعة هي أيضًا انتصار شكلي». وتابع هوبرمان قائلاً: «لقد رأيت الجوع ثلاث مرات، ومع كل عرض، يصبح مشهد العنف والمعاناة والألم أكثر فظاعة وأكثر إلهامًا.»  أعطت ليزا شوارزباوم من Entertainment Weekly الجوع بدرجة A- على مقياس A + إلى F وقالت: «من أجل المتعة والإزعاج في بيتك الفني، إليك أحد أكثر انتصارات مهرجان الأفلام التي تحدثت عنها كثيرًا في عام 2008، وهي إعادة ابتكار مزعجة الأسابيع الستة الماضية في الحياة والهدر البطيء المفروض على الذات للمهاجم الأيرلندي بوبي ساندز».
في كتابه لصحيفة نيويورك بوست ، أشاد كايل سميث بفيلم ماكوين، «بغض النظر عن السياسة، يجب على المرء أن يمنح ماكوين هدايا كبيرة، والتي تذكر بول غرينغراس في فيلم إيرلندي شمالي آخر، Bloody Sunday». أعطى ليام لاسي من The Globe and Mail الفيلم بحد أقصى أربعة من أصل أربعة نجوم، «الجوع - الظهور الأول المثير للقلق والاستفزاز والرائع للمخرج البريطاني ستيف ماكوين - يفعل للفيلم الحديث ما فعله كارافاجيو في لوحة عصر النهضة.»  كتبت ريهان هارمانشي من صحيفة سان فرانسيسكو كرونيكل : «إنه أمر مروع. لكن الجوع يُظهر ذكاءً غير مألوف ومهبة بصرية، متجاوزًا الهدف المتمثل في جعل الموقف يبدو حقيقيًا. إنه شعور أكثر من حقيقي. إنه فن». بالإضافة إلى الإشادة بعمل ماكوين بالقول«ستيف ماكوين هو فنان بصري معروف تحول إلى مخرج أفلام روائية مما يجعلك تتمنى أن يذهب المزيد من صانعي الأفلام إلى مدرسة الفنون.»  أشادت آن هورنادي من صحيفة واشنطن بوست بالفيلم، حيث كتبت، «لقد أخذ ماكوين المواد الخام لصناعة الأفلام وارتكب عملاً فنياً عظيماً». ويطلق على القطعة «تحفة فنية».
أشادت Wendy Ide of The Times بمواهب McQueen في الإخراج وكتابة السيناريو بقولها، «في النهاية، الشيء الوحيد الذي لا يمكن التشكيك فيه هو موهبة McQueen الجريئة والثابتة.» 

### الجوائز
ظهر الفيلم في قوائم بعض النقاد العشرة الأوائل لأفضل أفلام عام 2008. أطلق عليه Andrea Gronvall of Chicago Reader لقب ثالث أفضل فيلم لعام 2008،  ووصفه Scott Foundas of LA Weekly بأنه ثالث أفضل فيلم لعام 2008 (جنبًا إلى جنب مع Che).
تم التصويت لجوع الجوع كأفضل فيلم لعام 2008 من قبل مجلة الأفلام البريطانية Sight & Sound ،  وفي ذلك العام حصل ماكوين على جائزة ديسكفري و 10000 دولار في مهرجان تورنتو السينمائي السنوي الثالث والثلاثين. كما فاز بجائزة أفضل فيلم في حفل توزيع جوائز المساء القياسي البريطاني لعام 2009. كما حصل الفيلم على جائزة «أفضل فيلم لعام 2009» من قبل جوائز جمعية نقاد السينما في تورونتو. وتقاسمت الجائزة مع Inglourious Basterds من كوينتين تارانتينو. فاز المخرج ماكوين بجائزة BAFTA عن «إنجاز خاص لمخرج أو كاتب أو منتج بريطاني عن فيلمهم الطويل الأول».

## الميزانية والإيرادات
حقق أرباحا تقدر بـ 2,724,474 دولار.

## وصلات خارجية
- مقالات تستعمل روابط فنية بلا صلة مع ويكي بيانات